# Haus Herzberger Gangzug
Beim Haus Herzberger Gangzug handelt es sich um eine nördlich von Clausthal-Zellerfeld im Harz verlaufende Gangstörung, die zu den Oberharzer Erzgängen gehört. Der vergleichsweise kurze Gangzug ist nur über eine Länge von 1400 Metern mineralisiert und der Bergbau kam bereits vor mehr als 200 Jahren wegen Erschöpfung der wenig umfangreichen Erzvorkommen zum Erliegen. Der Haus Herzberger Gangzug wurde in historischen Betrachtungen zum Spiegeltaler Gangzug hinzugezählt, dessen westliche Fortsetzung er über den Buschessegener Gang und den Silberblicker Gang bildet.

## Verlauf (projiziert auf die Tagesoberfläche)
Anscharung an den Buschessegener Gang (Spiegeltaler Gangzug) am nördlichen Stadtrand von Zellerfeld – In den Abtshöfen – Unteres Hasental – Schönemanns Kopf – Großes Steintal – Langes Tal – Grünes Tal – Hüttenkopf – Anscharung an den Spiegeltaler Gangzug.

## Paragenese, Besonderheiten
Wegen des lange zurückliegenden Ende der bergmännischen Gewinnung sind die folgenden Nutzmineralien nur von Haldenfunden bekannt: Galenit, Pyrit und Chalkopyrit. An Gangarten waren Quarz, Calcit, Dolomit, Siderit und Baryt vorhanden, das Nebengestein bestand aus Tonschiefern und Grauwacke.

## Aufschlüsse
An Aufschlüssen bestehen lediglich Bergbauspuren in Form von Pingen und Halden, insbesondere in der Nähe des Neuen Haus Herzberger Schachtes.

## Bergbaugeschichtlicher Überblick
Bergbauliche Aktivitäten auf dem Haus Herzberger Gangzug sind von 1588 bis 1768 nachgewiesen. Trotz des begrenzten Lagerstätteninhaltes wurden rund 10.000 Tonnen Blei gewonnen und größere wirtschaftliche Erträge erzielt. Hiervon zeugt eine erhaltene Ausbeutefahne der Grube Prinz Christian (1684 bis 1729) im Oberharzer Bergwerksmuseum.
Zur Wasserlösung wurde ab 1588 der Lange Stollen auf 850 Meter Länge mit Schlägel und Eisen aufgefahren. Er brachte etwa 40 Meter Teufe ein. Ab 1690 übernahm diese Aufgabe ein 750 Meter langes Flügelort des Frankenscharrn-Stollens, welches weitere 40 Meter tiefer lag.
Von 1925 bis 1928 wurde zur Tiefenerkundung des Hauses Herzberger Gangzugs der Neue Haus Herzberger Schacht bis auf 631 m Teufe niedergebracht. Weitere Untersuchungen erfolgten durch Querschläge vom Erzbergwerk Clausthal (Kaiser-Wilhelm-Schacht, Burgstätter Gangzug) aus. Es wurden keine wirtschaftlich gewinnbaren Erzvorkommen nachgewiesen.